# 돈 체리
돈 체리(Don Cherry, 1936년 11월 18일 ~ 1995년 10월 19일)은 미국의 재즈 트럼펫 연주자이다.
1995년 10월 19일 스페인 말라가에서 58세를 일기로 숨졌다. 죽음의 원인은 간염으로 인한 간 기능 저하로 알려졌다.

## 음반 목록
· 《Complete Communion》 (1966)
· 《Symphony For Improvisers》 (1967)
· 《"mu"》 (1969)
· 《Don Cherry》 (1977)